# Val della Torre
Val della Torre – miejscowość i gmina we Włoszech, w regionie Piemont, w prowincji Turyn.
Według danych na rok 2004 gminę zamieszkiwało 3529 osób, 98 os./km².